# 大池寺

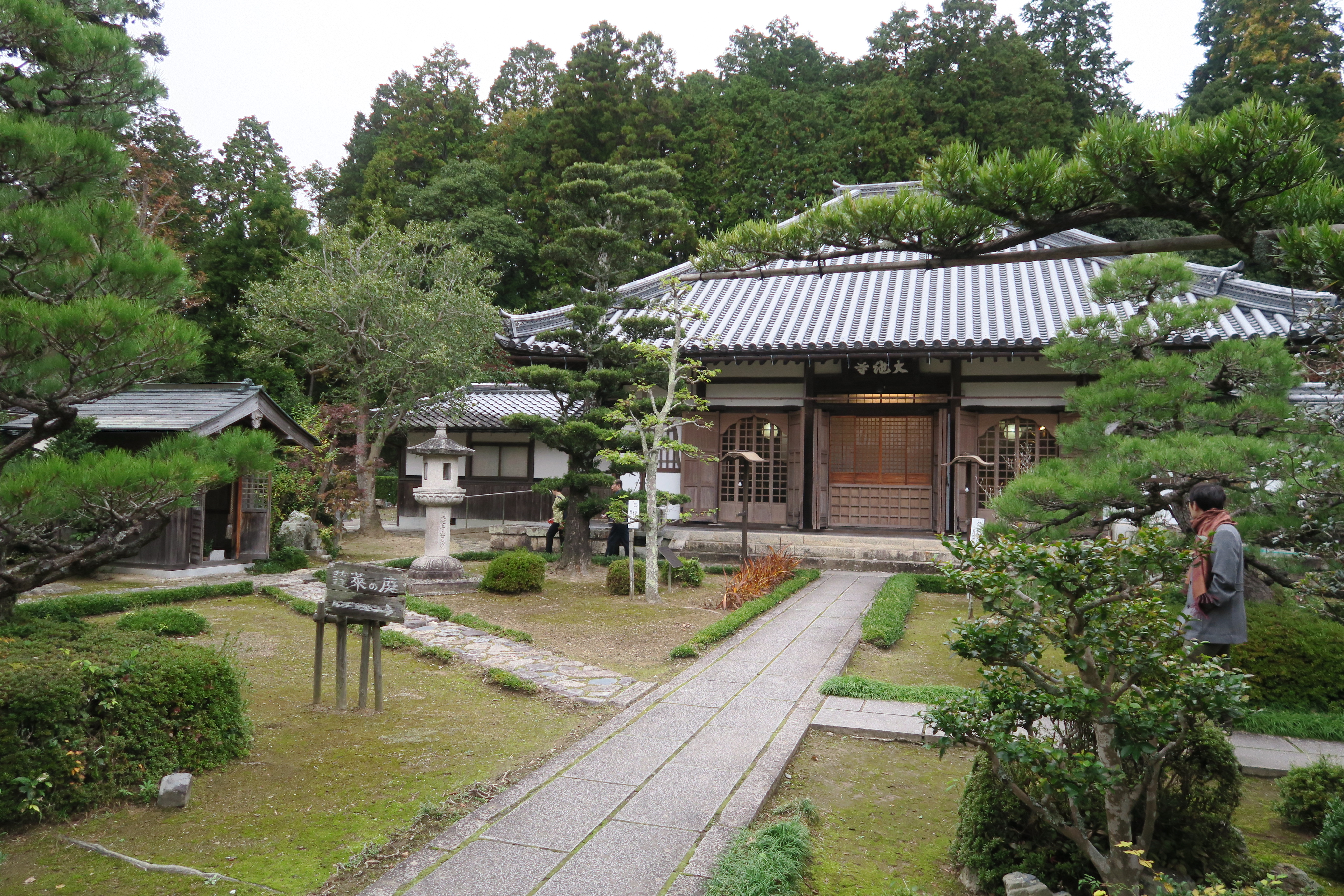
本堂

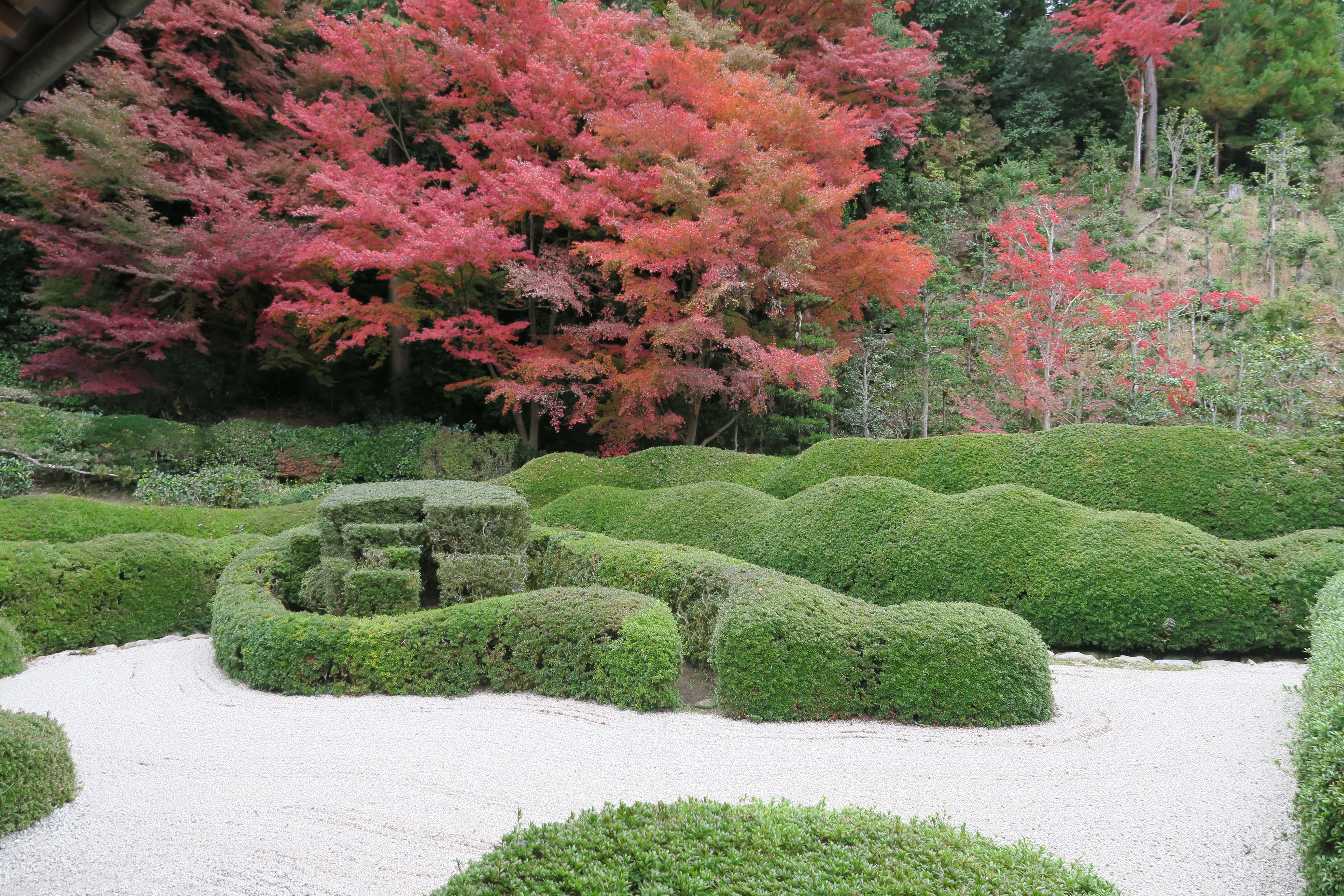
蓬莱庭園（小堀遠州作）

大池寺（だいちじ）は、滋賀県甲賀市水口町にある臨済宗妙心寺派の寺院。山号は龍護山。本尊は釈迦如来。本尊は甲賀三大仏の一つである。

## 歴史
天平年間（729年 - 784年）に行基がこの地を訪れた時、農民のために漢字の｢心｣の字の形に4つの池を掘り、灌漑用水を作った。そして、その中央に法相宗の邯鄲山青蓮寺を建立して一刀三礼の自刻の釈迦如来坐像を安置したとする。その後に子院を8ヶ寺持つ七堂伽藍を備える天台宗の寺院となった。
鎌倉時代に聖一国師の孫弟子である無才智翁禅師が入寺して臨済宗の寺院となる。
戦国時代の天正5年（1577年）、織田信長と六角承禎との合戦に巻き込まれてことごとく焼失した。それでも、本尊の釈迦如来坐像はからくも焼け残ったが、以後約90年間もの間そまつな草庵に安置され、風雨にさらされた。
江戸時代の寛永11年（1634年）、当寺の近くに水口城が築城されるが、小堀遠州はそこで作事奉行に任じられていた。遠州は水口城の完成を祝して当寺に枯山水の蓬莱庭園を作成したという。
寛文7年（1667年）、京都妙心寺の丈巌慈航禅師が来訪して草庵の釈迦如来坐像を見、当寺の再興のために住山を決意する。寛文9年（1669年）には寺名を邯鄲山青蓮寺から行基が作った大きな池に因んで龍護山大池寺に改名し、臨済宗妙心寺派の寺院となった。
寛文10年（1670年）、当地の地頭である信長の甥織田正信が大池寺の開基となり、多くの寄進を行って仏殿、庫裡が完成した。こうしたことから大池寺の寺紋は織田木瓜となっている。またこの時、後水尾天皇や仙台藩第5代藩主伊達吉村の父伊達宗房なども寄進を行っている。
近代に入り、長らく住持が不在の時期があったため庫裏が崩壊するなどしていたが、1937年（昭和12年）に龍巌月泉が住持となって復興に当たった。
当寺の周囲は行基が作ったという池を中心とした名坂大池寺自然公園がある。

## 境内
- 本堂
- 開山堂
- 庫裡
- 書院
- 庭園「蓬莱庭園」（甲賀市指定名勝） - 小堀遠州作とされる枯山水庭園。
- 弁天堂
- 鐘楼
- 山門

## 文化財

### 甲賀市指定有形文化財
- 木造釈迦如来坐像 - 平安時代末期作の約八尺の丈六坐像で甲賀三大仏の一つ[1]。
- 大般若経600巻 - 鎌倉時代の取り合わせ経。

### 甲賀市指定名勝
- 大池寺の庭園 - 蓬莱庭園。

## 前後の札所
びわ湖百八霊場
81 願隆寺　-　82 大池寺　-　83 大徳寺

## アクセス
- 自動車
  - 新名神高速道路 甲賀土山ICより約15分
  - 新名神高速道路 信楽ICより約20分
  - 名神高速道路 栗東湖南ICより約25分
  - 名神高速道路 蒲生SICより約20分
- 公共交通機関
  - JR 草津線 貴生川駅下車 → コミュニティバス広野台線 大池寺下車すぐ、またはタクシー15分
  - 近江鉄道 水口城南駅下車 → 徒歩30分、またはタクシー8分